# Diplopodospongia
Diplopodospongia is een geslacht van sponsdieren uit de klasse van de Demospongiae (gewone sponzen).

## Soorten
- Diplopodospongia macquariensis Sim-Smith & Kelly, 2011
- Diplopodospongia rara Sim-Smith & Kelly, 2011
- Diplopodospongia teliformis Sim-Smith & Kelly, 2011